# Campeonato Sergipano de Futebol de 1918
O Campeonato Sergipano de Futebol de 1918, foi a primeira edição da divisão principal do campeonato estadual de Sergipe. O campeão foi o Cotinguiba que conquistou seu primeiro título na história da competição. No ano seguinte o campeonato não foi disputado, retornando em 1920.

## Formato e Regulamento
O Campeonato será disputado em dois turno e returno, no sistema todos contr-todos, quem terminar em primeiro é declarado campeão estadual de 1918. 
Em caso de empate em pontos ganhos entre dois ou mais clubes ao final, o desempate, para efeito de classificação, será efetuado observando-se os critérios abaixo: 
1. Maior número de vitórias;
2. Maior saldo de gols;
3. Maior número de gols pró;
4. Confronto direto (entre dois clubes somente);
5. Sorteio.

## Equipes Participantes
Abaixo a lista dos clubes que participaram do campeonato em 1918. 

## Fase Única

### Classificação
| Pos | Times         | Pts | J | V | E | D | GP | GC | SG  |
| --- | ------------- | --- | - | - | - | - | -- | -- | --- |
| 1   | Cotinguiba    | 8   | 5 | 4 | 0 | 1 | 17 | 4  | +13 |
| 2   | Sergipe       | 5   | 5 | 2 | 1 | 2 | 5  | 5  | 0   |
| 3   | SC Industrial | 5   | 5 | 2 | 1 | 2 | 6  | 10 | -4  |
| 4   | 41º Batalhão  | 0   | 3 | 0 | 0 | 3 | 0  | 9  | -9  |

|               | 41B   | COT   | IND   | SER   |
| ------------- | ----- | ----- | ----- | ----- |
| 41º Batalhão  | —     | 0 – 7 |       |       |
| Cotinguiba    |       | —     | 2 – 3 | 2 – 1 |
| SC Industrial | 2 – 0 | 0 – 4 | —     | 0 – 0 |
| Sergipe       | W.O.  | 0 – 2 | 4 – 1 | —     |

|  |                     |  |        |  |                      |
|  | Vitória do Mandante |  | Empate |  | Vitória do Visitante |

#### Rodadas na liderança e Lanterna
Em negrito, os clubes que mais permaneceram na liderança.
| Liderança    | Liderança | Liderança | Liderança | Liderança | Liderança |
| ------------ | --------- | --------- | --------- | --------- | --------- |
| 1            | 2         | 3         | 4         | 5         | 6         |
| COTINGUIBA   |           |           |           |           |           |
| Lanterna     |           |           |           |           |           |
| 1            | 2         | 3         | 4         | 5         | 6         |
| 41º BATALHÃO |           |           |           |           |           |

### Resultados

#### Primeiro Turno
| 21 de Julho de 1918 | 41º Batalhão | 0 – 7 | Cotinguiba | Aracaju                                     |
|                     |              |       |            | Estádio: Estádio do Bairro Siqueira Menezes |

| 28 de Julho de 1918 | Sergipe                 | 4 – 1 | SC Industrial | Aracaju                                  |  |
|                     | Bizuca · Britto · Roque |       | Lulu          | Estádio: Campo da Praça Pinheiro Machado |  |

| 4 de Agosto de 1918 | SC Industrial | 2 – 0 | 41º Batalhão | Aracaju                                     |  |
|                     | Ziza ·        |       |              | Estádio: Estádio do Bairro Siqueira Menezes |  |

| 18 de Agosto de 1918 | Cotinguiba        | 2 – 1 | Sergipe | Aracaju                                  |  |
|                      | Tosta · Conceição |       | Roque   | Estádio: Campo da Praça Pinheiro Machado |  |

| 18 de Agosto de 1918 | Sergipe | W.O. – 0 | 41º Batalhão | Aracaju                                  |
|                      |         |          |              | Estádio: Campo da Praça Pinheiro Machado |

| 25 de Agosto de 1918 | SC Industrial | 0 – 4 | Cotinguiba | Aracaju                                     |
|                      |               |       |            | Estádio: Estádio do Bairro Siqueira Menezes |

#### Segundo Turno
- 41º Batalhão desistiu de disputar o Segundo Turno

| \| 1 de Setembro de 1918 \| Cotinguiba \| 2 – 3 \| SC Industrial \| Aracaju \| \| \| \| Renato 7' · Conceição 22' \| \| Lulu · Aloísio · Osvaldo \| Estádio: Campo da Praça Pinheiro Machado \| \| |                           |       |                          |                                          |  |
| 1 de Setembro de 1918 | Cotinguiba                | 2 – 3 | SC Industrial            | Aracaju                                  |  |
| | Renato 7' · Conceição 22' |       | Lulu · Aloísio · Osvaldo | Estádio: Campo da Praça Pinheiro Machado |  |

| \| 15 de Setembro de 1918 \| Sergipe \| 0 – 2 \| Cotinguiba \| Aracaju \| \| \| \| \| \| Tosta · Conceição \| Estádio: Estádio do Bairro Siqueira Menezes \| \| |         |       |                   |                                             |  |
| 15 de Setembro de 1918 | Sergipe | 0 – 2 | Cotinguiba        | Aracaju                                     |  |
| |         |       | Tosta · Conceição | Estádio: Estádio do Bairro Siqueira Menezes |  |

| \| 22 de Setembro de 1918 \| SC Industrial \| 0 – 0 \| Sergipe \| Aracaju \| \| \| \| \| \| Estádio: Campo do Industrial \| |               |       |         |                              |
| 22 de Setembro de 1918 | SC Industrial | 0 – 0 | Sergipe | Aracaju                      |
| |               |       |         | Estádio: Campo do Industrial |

## Premiação
| Campeonato Sergipano de 1918   |
| Aracaju                        |
| ------------------------------ |
| COTINGUIBA Campeão (1º título) |